# Afinidad química
En química física, la afinidad química puede ser definida como las propiedades electrónicas por las que especies químicas disímiles son capaces de formar compuestos químicos. La afinidad química también puede referirse a la tendencia de un átomo o compuesto para combinarse por una reacción química con átomos o compuestos de composición distinta.
Según el historiador químico Henry Leicester, el influyente libro de texto de 1923 Thermodynamics and the Free Energy of Chemical Reactions (Termodinámica y Energía Libre de las Reacciones Químicas) por Gilbert N. Lewis y Merle Randall condujo a la sustitución del término "afinidad" por el término "energía libre" en la mayor parte del mundo angloparlante.

## Concepciones modernas
En términos modernos, relacionamos afinidad al fenómeno en el que ciertos átomos o moléculas tienen la tendencia a agregarse o enlazarse. Por ejemplo, en el libro de 1919 Chemistry of Human Life (La Química de la Vida Humana), el fisiólogo George W. Carey enuncia:

La salud depende de una cantidad apropiada de fosfato de hierro Fe3(PO4)2 en la sangre, porque las moléculas de esta sal tienen afinidad química por el oxígeno, y lo transportan a todas las partes del organismo.

En este contexto anticuado, se encuentra que la afinidad química es sinónimo con el término "atracción magnética". Muchos escritos, hasta cerca de 1925, también se refieren a la "ley de afinidad química".

## Termodinámica
En 1923, el matemático y físico belga Théophile de Donder derivó una relación entre la afinidad {\displaystyle A\,} y la energía libre de Gibbs {\displaystyle G\,} de una reacción química. A través de una serie de derivaciones, de Donder mostró que si se considera una mezcla de especies químicas con la posibilidad de que haya una reacción química, puede probarse que se conserva la siguiente relación:
{\displaystyle A=-\Delta G_{r}\,}
Con los escritos de Théophile de Donder como precedente, Ilya Prigogine y Defay en su Chemical Thermodynamics (Termodinámica Química) de 1954, definieron la afinidad química (denotada por {\displaystyle A\,}), como una función de los incrementos en el calor de reacción incompensado y la variable del progreso de la reacción (denotadas por {\displaystyle dQ'\,} y {\displaystyle d\xi \,}, respectivamente):
{\displaystyle A={\frac {dQ'}{d\xi }}\,}       (1).
Esta definición es útil para cuantificar los factores responsables tanto para el estado de los sistemas en equilibrio (donde {\displaystyle A=0\,}), y para los cambios de estado de los sistemas que no están en equilibrio (donde {\displaystyle A\neq 0\,}).
La definición IUPAC actual de la afinidad química es: El negativo de la derivada parcial de la energía de Gibbs con respecto a la extensión de la reacción a temperatura y presión constante. Es positiva para reacciones espontáneas.

## Historia
Históricamente, la "afinidad química" se refiere a la "fuerza" que origina una reacción química. Una definición más amplia, usada generalmente a través de la historia, es que la afinidad química es donde las sustancias entran o resisten la descomposición.
El siguiente enunciado, hecho por Ilya Prigogine, resume el concepto de afinidad:

Todas las reacciones químicas llevan al sistema a un estado de equilibrio en el que las afinidades de las reacciones se desvanecen

El término afinidad ha sido usado figurativamente desde cerca a 1600 en discusiones de relaciones estructurales en química, filología, etc., y hay referencias a "atracción natural" desde 1616.
La idea de afinidad es extremadamente antigua. Muchos intentos se han hecho en la identificación de sus orígenes. Sin embargo, la mayoría de esos intentos, excepto en modos generales, terminan en futilidad dado que las ‘afinidades’ yacen en una base plenamente mágica, en consecuencia precediendo a la ciencia. Sin embargo, la química física fue una de las primeras ramas de la ciencia en estudiar y formular una "teoría de la afinidad". El nombre affinitas fue usado primero en el sentido de relación química por el filósofo alemán Alberto Magno cerca del año 1250. Posteriormente, Robert Boyle, John Mayow, Johann Glauber, Isaac Newton, y Georg Stahl adelantaron ideas sobre la afinidad electiva en intentos de explicar cómo está involucrado el calor durante las reacciones de combustión.
El término moderno afinidad química es una variante algo modificada de sus precursores "afinidad electiva" o atracciones electivas, del siglo XVIII, acuñado por el químico sueco Torbern Olof Bergman de su libro De attractionibus electivis (1775). Antoine Lavoisier, en su famoso Traitée Élémentaire de Chimie (Tratado elemental de química) de 1790, hace referencia al trabajo de Bergmann y discute el concepto de afinidades o atracciones electivas.
Goethe usó el concepto en su novela Las afinidades electivas, de 1809.

### Tabla de afinidades de Geoffroy de 1718
La primera tabla de afinidades, que estaba basada en reacciones de desplazamiento, fue publicada en 1718 por el químico francés Étienne François Geoffroy. Su nombre está más asociado en conexión con estas tablas de "afinidades" (tables des rapports), que fueron presentadas por primera vez a la Academia Francesa en 1718 y 1720, como se muestra a continuación:

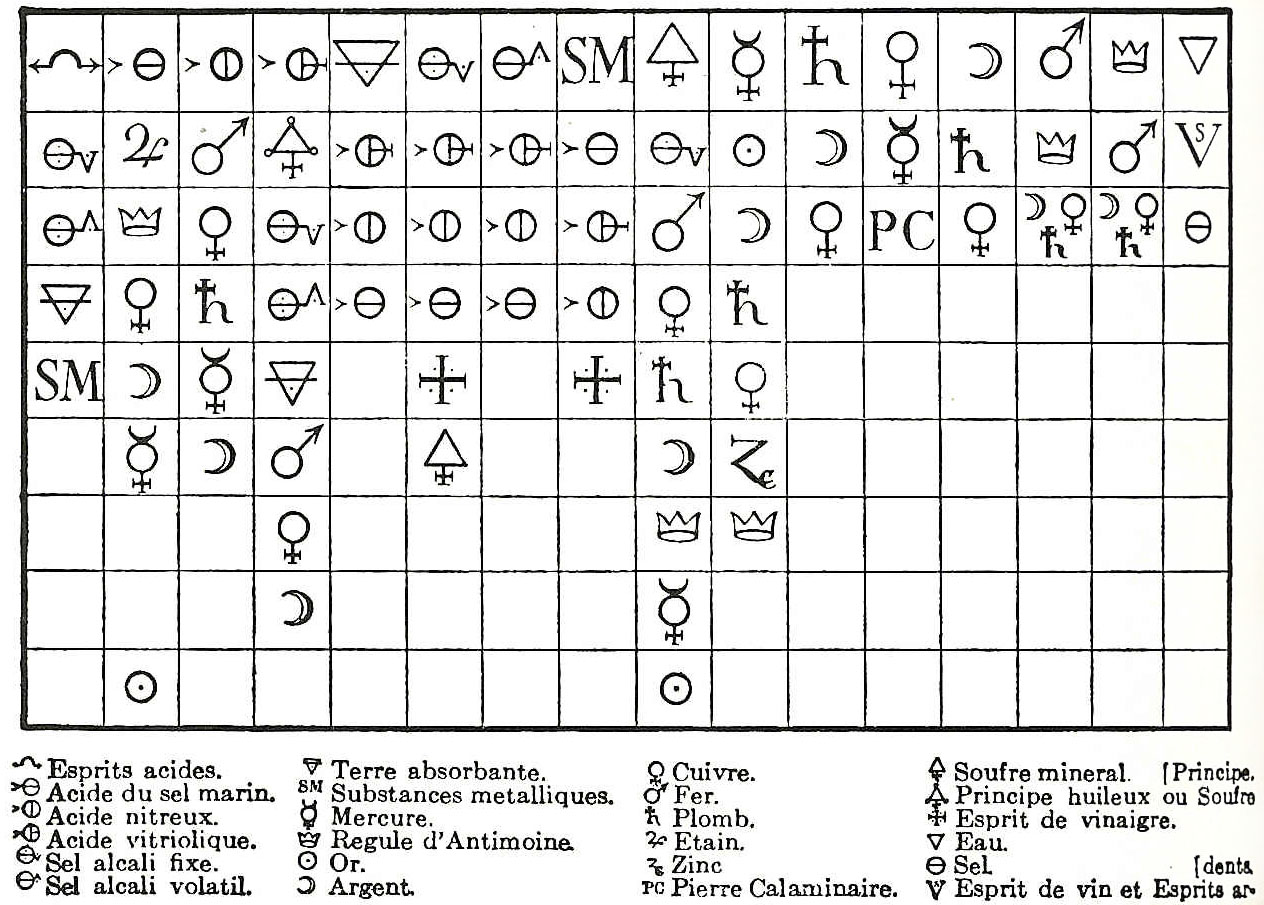
Tabla de Afinidades de Geoffroy (1718): en la cabecera de cada columna está una sustancia con la que todas las sustancias abajo se pueden combinar, donde cada columna debajo de la cabecera está ranqueada por grados de "afinidad".

Estas fueron listadas, preparadas por observaciones colacionando las acciones de las sustancias sobre otras, mostrando los diversos grados de afinidad exhibidos por cuerpos análogos para diferentes reactivos y mantuvieron este perfil por el resto del siglo, hasta que fueron desplazados por las concepciones más profundas introducidas por Claude Berthollet.

## Lecturas posteriores
Algunos libros importantes sobre la alquimia de Newton, puesto que él fue uno de los principales ponentes de la teoría de la afinidad química, son:
1. Dobbs, Betty Jo Teeter.  The Foundations of Newton's Alchemy: or, "The Hunting of the Greene Lyon".  Cambridge: Cambridge University Press, 1975. ISBN 0-521-20786-X
2. Dobbs, Betty Jo Teeter.  The Janus Faces of Genius: the Role of Alchemy in Newton's Thought.  Cambridge: Cambridge University Press, 1991. ISBN 0-521-38084-7